# Steve Lundquist
Stephen Lundquist, detto Steve (Atlanta, 20 febbraio 1961), è un ex nuotatore statunitense.

## Carriera
Specializzato nella rana, ha vinto due medaglie d'oro ai Giochi olimpici di Los Angeles 1984, nei 100 m rana e nella staffetta mista.
Nel 1990 è diventato uno dei Membri dell'International Swimming Hall of Fame.

## Palmarès
- Olimpiadi

Los Angeles 1984: oro nei 100 m rana e nella staffetta 4x100 m misti.
- Mondiali

1982 - Guayaquil: oro nei 100 m rana e nella staffetta 4x100 m misti.
- Giochi panamericani

1979 - San Juan: oro nei 100 m rana, 200 m rana e nella staffetta 4x100 m misti.
1983 - Caracas: oro nei 100 m rana, 200 m rana e nella staffetta 4x100 m misti, bronzo nei 200 m misti.

## Riconoscimenti
- American Swimmer of the Year: 1982